# 布雷特·威尔基
布雷特·威尔基（英語：Brett Wilkie，1976年8月15日—），澳大利亚男子草地滚球运动员。他曾代表澳大利亚参加2010年、2014年和2018年英联邦运动会草地滚球比赛，共获得二枚银牌和一枚铜牌。